# Concile d'Éphèse
Pour les articles homonymes, voir Concile d'Éphèse (homonymie).
 (avril 2012).
Si vous disposez d'ouvrages ou d'articles de référence ou si vous connaissez des sites web de qualité traitant du thème abordé ici, merci de compléter l'article en donnant les références utiles à sa vérifiabilité et en les liant à la section « Notes et références ».
Le concile d'Éphèse, troisième concile œcuménique de l'histoire du christianisme, est convoqué en 430 par l'empereur romain de Constantinople Théodose II. Le concile condamne le 22 juin 431 le nestorianisme comme hérésie, et anathématise et dépose Nestorius comme hérésiarque. À l'inverse des conciles de Nicée (325) et de Constantinople (381) dont les questions théologiques portaient principalement sur l'unicité de Dieu, le concile d'Éphèse marque un tournant dans le dogme en définissant l'union hypostatique des deux natures, humaine et divine, du Christ. Le concile d’Éphèse marque donc pour l’Église l'explicitation et la proclamation du Christ homme et Dieu. Il fixe également le dogme de la Vierge Marie Théotokos (« Mère de Dieu »).

## Les origines du concile d'Éphèse

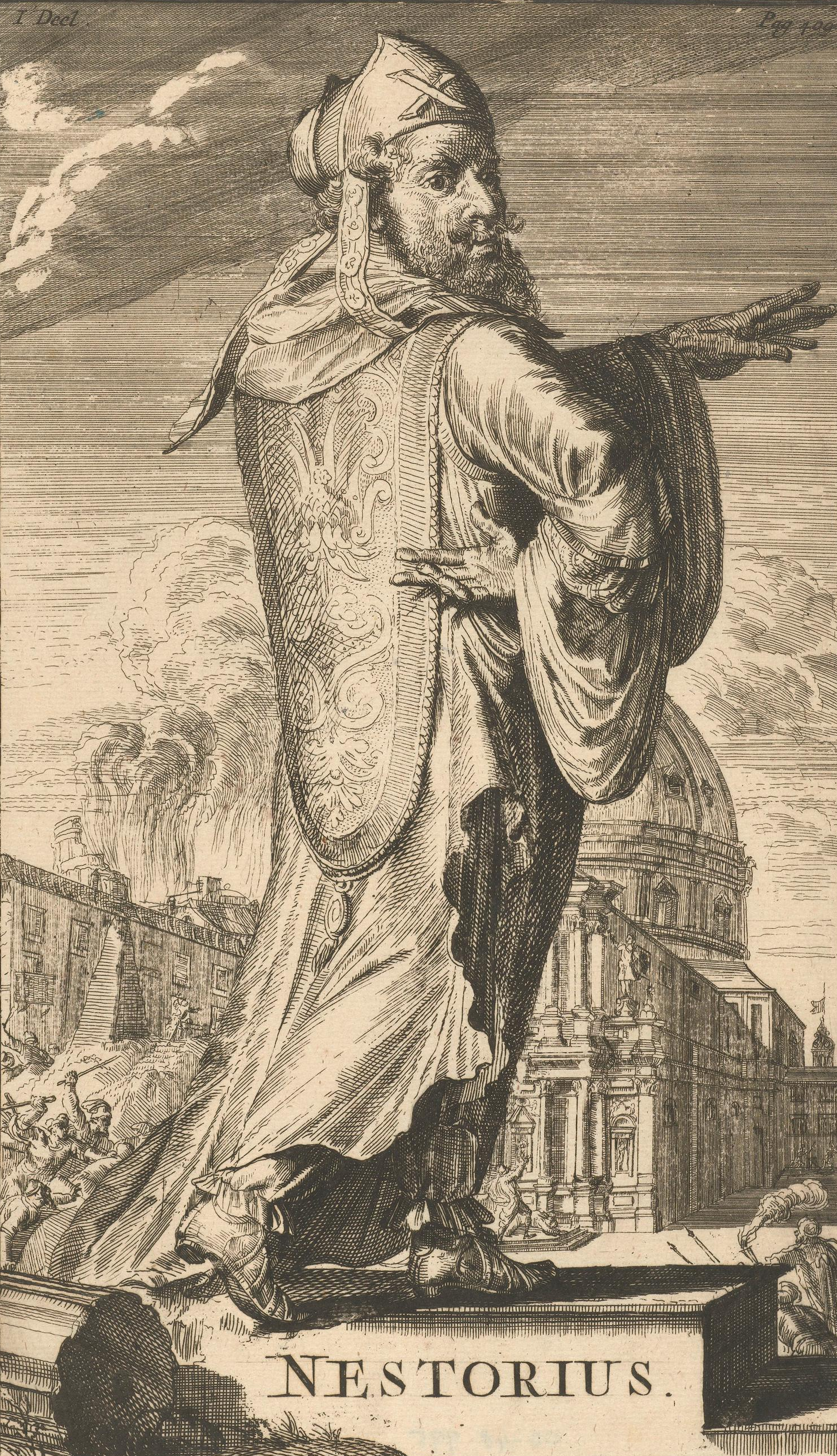
Nestorius représenté par Romeyn de Hooghe en 1688.

Selon Henri-Irénée Marrou, il y a à l'origine du concile d'Éphèse tout un courant théologique portant sur les natures humaine et divine de Jésus-Christ, remontant aux suites du concile de Nicée. Selon Marrou, Diodore de Tarse maintenait fermement, dans son enseignement contre l'arianisme (arianisme qui fut condamné par le concile de Nicée), la pleine divinité du Verbe (Jésus-Christ). Diodore affirmait en même temps, contre l'apollinarisme issu d'Apollinaire de Laodicée qui mettait fortement l'accent sur l'homoousia (de même substance) du concile de Nicée, la totale humanité assumée par le Verbe. L'un des disciples de Diodore, Théodore de Mopsueste, pour préciser la relation entre les deux natures (divine et humaine) parlera de « conjonction éternellement indissoluble » qu'il qualifia d'ineffable. Or, ce terme de « conjonction » pouvait se comprendre comme défendant une division en la personne du Christ. Et c'est précisément la position que prit le patriarche de Constantinople, Nestorius, qui se réclamait de Diodore et de Théodore, en contestant qu'on puisse dire que le Verbe ait souffert dans sa passion, et en refusant à la Vierge Marie que l'on puisse dire d'elle qu'elle est la mère de Dieu.
Le concile, réuni par l'empereur à la demande de Nestorius, a pour objectif de réconcilier l'Église à la suite de la polémique autour du titre Théotokos (« Mère de Dieu ») donné par la ferveur populaire à Marie, et dont on a des traces remontant au troisième siècle dans le papyrus Rylands 470 où le titre apparaît dans la prière mariale Sub tuum præsidium. Nestorius désaprouve publiquement l'usage du titre Théotokos et propose d'utiliser à sa place celui de Christotokos (« Mère du Christ ») qui lui semble davantage en conformité avec la théologie de l'École d'Antioche. Pour Nestorius, la Vierge Marie est seulement la mère de l'homme Jésus, et ce faisant, il introduit une subtile dissociation (dite hypostatique) entre le caractère divin de Jésus-Christ, fils coéternel de Dieu, et son caractère humain (Jésus fils de Marie). Cet enseignement suscite la réaction de Cyrille d'Alexandrie et une condamnation de la part de Célestin Ier de Rome.
Fin 428, Nestorius écrit à l'Évêque de Rome, Célestin Ier, pour appuyer sa thèse.
À Pâques 429, Cyrille d'Alexandrie, patriarche d'Alexandrie, attaque les thèses de Nestorius dans ses homélies et dans une Lettre aux moines. Durant l'été 429 il s'adresse directement à Nestorius (Deuxième Lettre de Cyrille à Nestorius). Puis il fait porter à Rome, par le diacre nommé Posidonios, un dossier christologique traduit en latin avec la mission d'accuser Nestorius d'adoptianiste, c'est-à-dire quelqu'un qui conçoit Jésus-Christ comme un homme que Dieu aurait adopté.
Le moine Jean Cassien, moine originaire des bords de la mer Noire installé à Marseille et bon connaisseur de l'Orient, rédige un Traité de l'Incarnation Contre Nestorius en sept livres. Sur ces bases, un synode régional se tient à Rome début août 430, condamne Nestorius, et exige une rétractation dans les dix jours.
Nestorius tente de se défendre et réussit à convaincre l'empereur de convoquer un concile œcuménique le 19 novembre 430. Il sollicite également l'appui de Jean Ier d'Antioche, André de Samosate et Théodoret de Cyr.
Simultanément Cyrille réunit de son côté un synode régional à Alexandrie qui condamne à nouveau Nestorius. Il lui adresse une troisième lettre contenant 12 anathèmes.

## Le déroulement du concile d'Éphèse

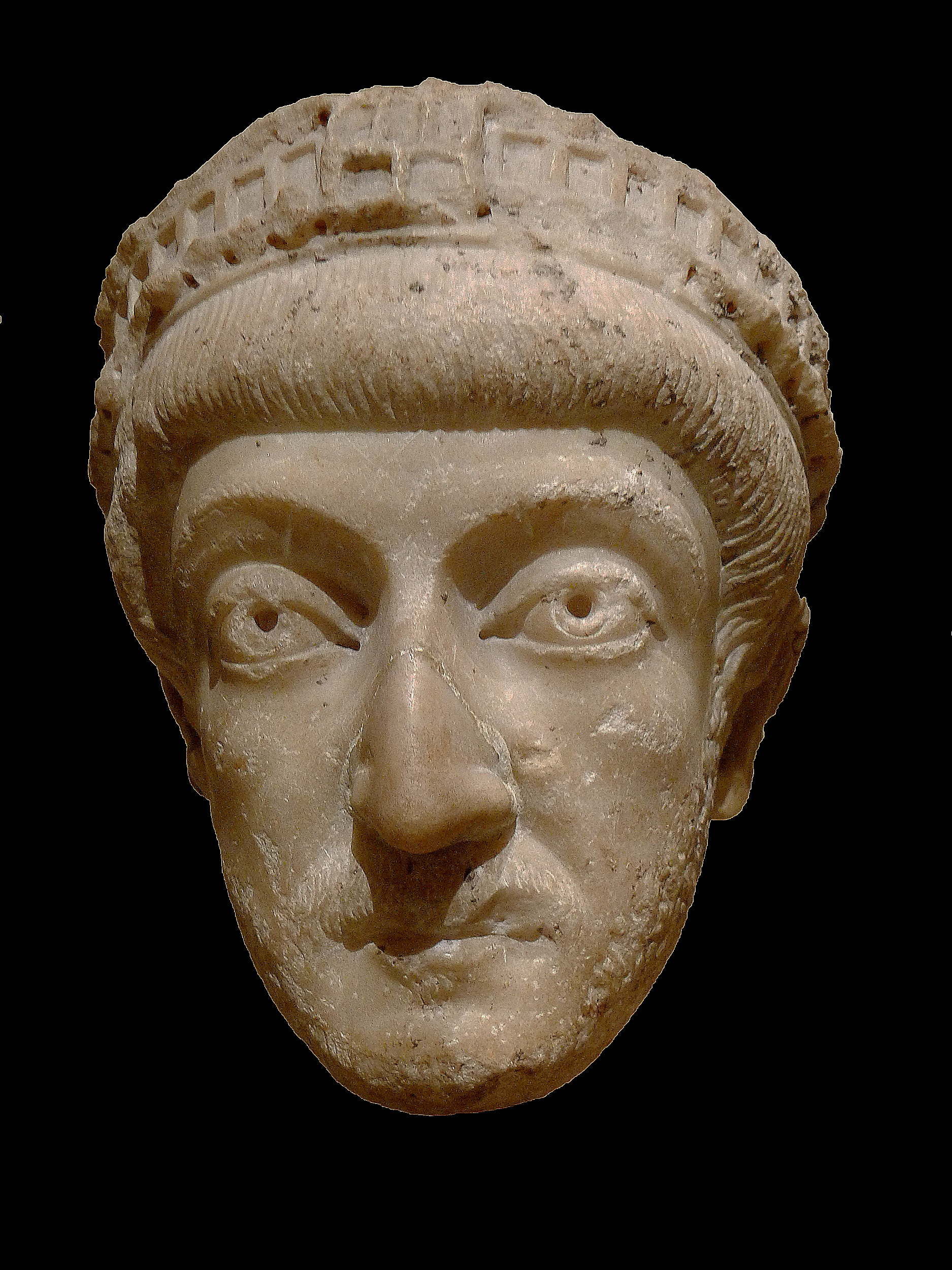
L'empereur Théodose II (musée du Louvre).

Le concile a été convoqué à Ephèse pour la Pentecôte le 7 juin 431. Les lettres de convocation datées de Novembre 430 sont adressées à tous les évêques métropolitains de l'empire d'Orient et à quelques évêques occidentaux. Il est présidé par Cyrille d'Alexandrie.
Seuls le métropolite Memnon d'Éphèse, accompagné d'une cinquantaine d’évêques suffragants, Nestorius, avec seize, et Cyrille, à la tête d'une délégation de onze évêques, arrivent à Éphèse dans les délais. La quinzaine d'évêques de Palestine n'arriva que le 12 juin sous la conduite de Juvénal de Jérusalem. Jean, patriarche d'Antioche.Les 27 évêques partisans de Nestorius, bloqués par le mauvais temps n'arrivèrent que le 26 juin, et les légats romains le 10 juillet seulement.
Memnon, l’évêque d’Éphèse, est un ardent partisan de Cyrille, au point qu'il faudra accorder à Nestorius une protection militaire, par crainte de la dévotion excessive des moines d’Éphèse.
Dès le lendemain de la date fixée pour l'ouverture des débats, et malgré les retards, Cyrille décide d'ouvrir le concile sans plus attendre et ce, contre l'avis de Candidien, délégué impérial qui mit en avant l'irrégularité du procédé.
Le concile s'ouvre donc le 22 juin 431, Nestorius, patriarche de Constantinople, accompagné de seize évêques fait face à Cyrille d'Alexandrie et cent quatre-vingt-dix-huit évêques. La décision de condamner Nestorius fut prise le jour même et Nestorius déposé.
Le 26 juin, arrivent les 27 évêques orientaux entourant Jean d'Antioche, qui, trouvant le concile déjà commencé et Nestorius déposé, se réunissent, furieux, et organisent un « contre-concile » (conciliabule), par lequel ils entendent « excommunier » Cyrille, Memnon, évêque d’Éphèse, et leurs partisans, et annuler les décisions conciliaires déjà prises.
Le 29 juin, Théodose II fait annuler les décisions du 22 juin.
Le 10 juillet, arrivent enfin les légats romains Arcadius et Profectus et le prêtre Philippe, délégués par le pape Célestin Ier, qui soutiennent aussitôt Cyrille conformément à l'ordre reçu du pape en partant.
Le 11 juillet, les légats pontificaux valident, au nom du pape, les décisions du 22 juin puis ils déposent Jean d'Antioche, Théodoret de Cyr et une trentaine d’évêques.
Le 22 août, Théodose ordonne la fin et la dissolution du concile.
Une autre hérésie, le pélagianisme, fut abordée durant le concile d'Éphèse qui condamna dans ses canons 1 et 4 la thèse du pélagien romain Célestius qui avait été accueilli par le clergé d'Ephèse en 416 après avoir été condamné par des synodes africains en 411, 415 et 416.

## Postérité du concile

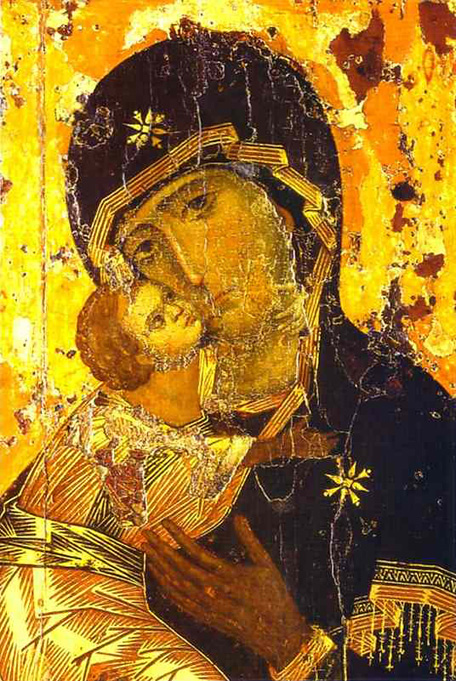
La Théotokos de Vladimir, icône byzantine du XIIe siècle.

La primauté des évêques de Rome, successeurs de saint Pierre, assortie du pouvoir des clés, est confirmée :
Personne ne doute, et tous les siècles savent, que le saint et très bienheureux Pierre, chef et tête des apôtres, colonne de la foi, fondement de l'Eglise catholique, a reçu les clefs du royaume de notre Seigneur Jésus-Christ, sauveur et rédempteur du genre humain :jusqu'à maintenant et toujours, c'est lui, qui, dans la personne de ses successeurs, vit et exerce le pouvoir de juger.
Le concile est à l'origine de la rupture des relations ecclésiastiques entre Antioche et Alexandrie durant plusieurs années, jusqu'à la réconciliation entre Jean, patriarche d'Antioche, et Cyrille patriarche d'Alexandrie en 433.
L’Église de Perse, non représentée au concile d’Éphèse, refuse les conclusions du concile et se place ainsi dans une position schismatique, la première en Orient à se séparer de l'Église.
Le pape Célestin Ier ratifie et promulgue en 432 les actes du concile œcuménique d'Éphèse, et donne à Cyrille d'Alexandrie le titre de « Défenseur de l’Église »[Information douteuse][réf. nécessaire].
D'un point de vue théologique, le concile d'Éphèse, précise et proclame la doctrine de l'union hypostatique des deux natures (humaine et divine) dans l'unique personne (ou hypostase) de Jésus-Christ, union fondée sur le mystère de l'Incarnation du Fils de Dieu ayant pris chair de la Vierge Marie, dans le sein de laquelle le Verbe éternel a assumé la nature humaine de manière ineffable et indicible, selon la parole évangélique : « Et le Verbe s'est fait chair et il a demeuré parmi nous. » (Jn 1,14). C'est en vertu de cette même union hypostatique que la Vierge est donc véritablement appelée Mère de Dieu (Théotokos). Les Douze Chapitres formulés par Cyrille d'Alexandrie dans sa dernière lettre à Nestorius sont joints aux actes canoniques du concile.
Après 440, une hérésie nouvelle, le monophysisme d'Eutychès confond les deux natures dans le Christ, humaine et divine, considérant l'humaine comme seulement une « apparence », en réalité absorbée par la divine. Ce qui amène la convocation du concile de Chalcédoine, en 451, 4e concile œcuménique. Ce concile proclame que l'union hypostatique dans la personne du Christ n'entraîne pas pour autant la confusion des deux natures, ni l'absorption d'une nature par l'autre, définissant cela en une formule désormais célèbre : dans le Christ « vrai homme et vrai Dieu », les deux natures humaine et divine sont « sans confusion, sans mutation, sans division, sans séparation ».

## Tradition copte
Une tradition de l'Église copte, connue par deux manuscrits, met en valeur le rôle de Victor, moine de Pbôou (Tabennèse), qui convainc Théodose II de la valeur divine de ses décisions en lui présentant les Actes du concile transportés miraculeusement par la voie des airs d'Éphèse à Constantinople avant l'arrivée des messagers officiels.